# Nazuk
Nazuk é o doce tradicional favorito dos arménios e é frequentemente servido em ocasiões sociais, com chá ou café; existe uma variante, com a forma dum bolo redondo, chamada "gata" (aparentemente pelos arménios-persas) que é preparado na Páscoa e servido durante os 40 dias seguintes.
Para preparar a massa, mistura-se farinha, levedura seca, nata-azeda e manteiga, até formar uma bola que se despegue bem da tigela e deixa-se levedar. Para o recheio, mistura-se farinha, açúcar, manteiga e essência de baunilha, até obter uma massa-areada. Finalmente, estende-se a massa até obter um retângulo fino, cobre-se com o recheio, enrola-se e pressiona-se para que o rolo fique um pouco achatado e o recheio bem aderente à massa. Pincela-se o rolo com gema de ovo e parte-se em retângulos, que se assam em forno brando, em tabuleiro não untado, até ficarem dourados. 